# Fruit machine
Fruit machine («máquina de frutas», habitualmente en inglés con el significado de máquina tragaperras; es un juego de palabras, puesto que fruit es un término coloquial para denominar a los gays) es una expresión humorística creada en Canadá para denominar un aparato que supuestamente era capaz de identificar a homosexuales. Las personas que eran examinadas debían ver pornografía y el aparato medía el diámetro de la pupila (test de respuesta de la pupila), la transpiración y el pulso, en busca de una supuesta excitación erótica.

## Historia
La máquina fue desarrollada y empleada en Canadá en las décadas de 1950 y 1960, durante una campaña para eliminar a todos los homosexuales del funcionariado público, la Policía Montada del Canadá y el ejército. Un sustancial número de trabajadores perdieron su trabajo. A pesar de que el presupuesto para el proyecto de la «máquina de frutas» fue eliminado a finales de la década de 1960, las investigaciones siguieron y la Policía Montada reunió más de 9000 fichas de supuestos homosexuales.
La silla de la «máquina de frutas» era similar a la de un dentista. Tenía una polea con una cámara enfocada a las pupilas. Había una caja negra en delante que mostraba las fotos. Las fotos iban desde lo mundano a otras sexualmente explícitas de hombres y mujeres. Anteriormente se había determinado que las pupilas se dilataban en relación con el interés mostrado en la foto. Era el llamado test de respuesta de la pupila.
A los participantes se les decía que era un test para determinar el nivel de estrés. Después de que su propósito real fuera conocido, pocas personas se prestaron voluntariamente al test.

## Supuestos incorrectos
Había muchos problemas con la «máquina de frutas». Para comenzar, el test de respuesta de las pupilas estaba basado en presupuestos completamente incorrectos: que estímulos visuales producirían una reacción involuntaria medible científicamente; que los homosexuales y los heterosexuales responderían de forma distinta a estos estímulos; y que sólo existían dos tipos de sexualidad.
También estaba el problema de la fisiología. Los investigadores no tuvieron en cuenta los diferentes tamaños de pupilas y las diferentes distancias entre ojos.
Otros problemas existentes fueron que las fotos de los ojos debían de ser tomadas con un ángulo, ya que de otra forma la cámara hubiera bloqueado la visión de las fotos. También la cantidad de luz proveniente de las fotos cambiaba con cada imagen, produciendo una dilatación en los sujetos independiente de su interés en el contenido de la imagen. Finalmente, la dilatación de las pupilas era muy difícil de medir, ya que los cambios eran a menudo menores de un milímetro.
La idea se basaba en un estudio realizado por un profesor universitario estadounidense, que había medido el tamaño de las pupilas de los clientes según iban pasando delante de las estanterías en centros comerciales.